# Kenderesi-legelő
Kenderesi-legelő este o arie protejată (arie specială de conservare — SAC, sit de importanță comunitară — SCI) din Ungaria întinsă pe o suprafață de 526,12 ha, integral pe uscat.

## Localizare
Centrul sitului Kenderesi-legelő este situat la coordonatele 47°16′22″N 20°40′49″E / 47.272778°N 20.680278°E.

## Înființare
Situl Kenderesi-legelő a fost declarat sit de importanță comunitară în mai 2004 pentru a proteja 3 specii de animale. Situl a fost protejat și ca arie specială de conservare în februarie 2010.

## Biodiversitate
Situată în ecoregiunea panonică, aria protejată conține 2 habitate naturale: Pajiști stepice panonice pe loess, Stepe și mlaștini sărate panonice.
La baza desemnării sitului se află mai multe specii protejate:
- amfibieni (2): buhai de baltă cu burta roșie (Bombina bombina), triton cu creastă dobrogean (Triturus dobrogicus)
- mamifere (1): popândău (Spermophilus citellus)

Pe lângă speciile protejate, pe teritoriul sitului au mai fost identificate 1 specie de păsări, 1 specie de nevertebrate.